# Lyoner
Lyoner är en finmald korv av köttfärs, vars ursprung förmodligen är i den franska staden Lyon. Typisk är dess ringform, som i Tyskland är synonymt med "Lyoner", vars båda ändar sammanbundits. Korven förknippas i Tyskland i synnerhet med det till Frankrike gränsande Saarland. En slaktare i Lyon lär ha varit först med att färga korvskinnet rött, varför den kom att kallas Lyoner. I Österrike kallas korven Extrawurst.
Svensk falukorv härstammar från Lyoner. De tyska bergmän som jobbade i Falu koppargruva lärde svenskarna laga denna korv av det kött som blev över när man tillverkade linor av tvinnad ox- och hästhud till gruvan.